# Analisi confocale
In spettroscopia si definisce analisi confocale quella effettuata sdoppiando il raggio in due raggi incidenti sul campione.
Questa tecnica è in grado di dare risposte tridimensionali analogamente alla tomografia. A differenza della tomografia il campione (o lo strumento) non deve ruotare.